# Douglas Coupland
Douglas Coupland, född 30 december 1961 på flygbasen CFB Baden-Soellingen (idag Karlsruhe/Baden-Badens flygplats) i dåvarande Västtyskland, är en kanadensisk författare och konstnär.

## Biografi
Douglas Coupland föddes i Västtyskland på en kanadensisk Nato-bas i delstaten Baden-Württemberg. Han växte upp i Vancouver där han 1984 avslutade studier i bildhuggeri på Emily Carr College of Art and Design. Fram till 1986 följde utlandsvistelser i Italien och Japan. Coupland gick på kurser i produktdesign på Hokkaidos universitet. Han återvände till Kanada och 1987 ställde han ut sina arbeten på Vancouver Art Gallery under namnet "The Floating World". Han började i slutet av 80-talet skriva för lokala magasin och ur detta resulterade hans första verk Generation X : sagor för en accelererad kultur, som gjorde honom till en kultförfattare och språkrör för en hel generation. Nya verk underbyggde hans status som kultförfattare.